# Ann Roniger
Ann Roniger (Martha Ann Roniger, verheiratete Hussong; * 13. Februar 1943 in Manhattan, Kansas; † 9. Juni 2019 in Oklahoma City) war eine US-amerikanische Hochspringerin und Fünfkämpferin.
1959 wurde sie bei den Panamerikanischen Spielen in Chicago Vierte mit 1,50 m. 
Im selben Jahr wurde sie mit ihrer persönlichen Bestleistung von 1,60 m US-Vizemeisterin im Hochsprung. Von 1957 bis 1959 wurde sie dreimal in Folge US-Meisterin im Fünfkampf.